# Eco (moneda)

Franco CFA de África Occidental
Zona Monetaria de África Occidental
Solamente forma parte de la CEDEAO (Cabo Verde)

Eco es el nombre de la moneda común propuesta por la Comunidad Económica de los Estados de África Occidental (CEDEAO). Originalmente, se había planeado que los seis Estados de la Zona Monetaria de África Occidental (Gambia, Ghana, Guinea, Liberia, Nigeria y Sierra Leona) introdujeran primero la moneda, que eventualmente se fusionaría con el franco CFA de África Occidental, utilizado por los ocho Estados (Benín, Burkina Faso, Costa de Marfil, Guinea-Bisáu, Mali, Níger, Senegal y Togo) de la Unión Económica y Monetaria de África Occidental (UEMOA). Los Estados de la UEMOA han propuesto alternativamente reformar primero el franco CFA de África Occidental y convertirlo en eco, que luego podría extenderse a todos los Estados de la CEDEAO.
En principio, la introducción se preveía para el 1 de diciembre de 2009, pero la fecha se revisó para 2015. En 2015 el gobernador del Banco Central de los Estados de África Occidental (BCEAO), Philippe-Henry Dacoury-Tabley estableció la unión económica y la moneda única para el año 2021. La fecha ha continuado posponiéndose sin éxito. A fecha de hoy (mayo de 2025), el lanzamiento del eco está previsto para el año 2027.

## Historia
En 2007 la Comunidad Económica de Estados de África Occidental (CEDEAO) tenía previsto incluir a cinco nuevos países en su unión económica, en  Nigeria, Ghana, Sierra Leona, Gambia y Guinea. Sin embargo, el proceso se ha tenido que retrasar cinco años, hasta el 1 de enero de 2015 por problemas asociados a la falta de avances.  Nigeria es uno de los principales escollos debido a su tamaño, su elevado déficit y su indisciplina fiscal.
En febrero de 2018, la CEDEAO afirmó su intención de reiniciar el proceso con una presentación en 2020 que era estrictamente imposible: por lo tanto, era una declaración de intenciones. El 23 de febrero de 2018, según el economista Jean Joseph Boillot, aún no se había llevado a cabo ningún trabajo serio sobre los aspectos técnicos de esta implementación, ni a nivel universitario ni a nivel estatal. Una nueva moneda sería mucho menos estable que la Zona Franco CFA, pero la inestabilidad monetaria es destructiva para la economía. Pero esta estabilidad tiene un golpe, la limitación de los déficits públicos que modera las posibilidades de la inversión estatal. Es este equilibrio que se encuentra, con la ayuda de la Unión Europea, que está en el centro de las reflexiones sobre la ampliación y la posible reforma del CFA y el proyecto, que data de los años 80, de una moneda común para toda África Occidental (el franco CFA ampliado u otra moneda).
En junio de 2019, los principales financiadores de los 15 países de la CEDEAO destacaron la importancia de fortalecer la convergencia macroeconómica de dichos países.
El respeto del calendario para la implementación de la moneda única dependerá de los "esfuerzos" de cada país en esta área, dijo el presidente de la Comisión de la CEDEAO, Jean-Claude Brou.
"El desempeño en términos de convergencia macroeconómica es una condición sine qua non" para la moneda única, insistió Adama Koné, y agregó que era necesario "fortalecer los mecanismos de vigilancia multilateral". Una moneda única "traerá mucho a nuestros ahorros. Esta es una oportunidad para la integración que debe ser aprovechada por los países africanos, porque los mercados están [actualmente] fragmentados".
El 29 de junio de 2019, los líderes de la Comunidad Económica de los Estados de África Occidental (CEDEAO) adoptaron formalmente el nombre de "Eco" para su proyecto de la moneda única que desean crear desde 2020.
El 11 de julio de 2019, el presidente francés, Emmanuel Macron, dijo que el delicado tema del futuro del franco CFA se podría discutir "de manera pacífica" y "sin tabú", mientras que los países de África Occidental han confirmado Su intención de tener una moneda común.
"Este es un tema que debemos poder abrir y que hemos decidido abrir juntos con nuestros socios africanos, de manera pacífica, sin adoración de símbolos, sin tabúes ni tótems", declaró Emmanuel Macron al final. un debate en el Palacio del Elíseo con 400 representantes de las diásporas africanas en Francia, al que asistió el presidente de Ghana, Nana Akufo-Addo.
"Estoy apegado al hecho de que hay un éxito para la integración regional de la CEDEAO", dijo Emmanuel Macron.
El franco CFA "tiene una utilidad", insistió el presidente francés. "Debemos mantener la estabilidad que brinda, pero debemos permitir que toda la región se integre completamente en un área monetaria integrada".
El 23 de agosto de 2019, en Conakry, Guinea, se inauguró la 42a sesión del Consejo de Convergencia de la Zona Monetaria de África Occidental. Esta sesión, que finalizó el 25 de agosto de 2019, sigue a la reunión celebrada en la capital nigeriana, Abuya, durante la cual los jefes de Estado y de Gobierno instruyeron a los diversos ministros, expertos y técnicos para que hicieran todo lo posible para lanzará en 2020, la moneda única  Eco  en África occidental.
Los líderes de la CEDEAO se reunirán en Abuya el 21 de diciembre de 2019, seis meses después de adoptar el nombre "Eco" para el proyecto de la futura moneda única. La reunión se produce después de la reunión del Comité de Ministros de Finanzas y los Gobernadores del Banco Central del Espacio Comunitario celebrada hace unos días en la capital nigeriana.
"El informe de las recomendaciones está listo para ser presentado a los Jefes de Estado", asegura el ministro nigeriano de Finanzas, Presupuesto y Planificación, Zainab Ahmed, presidente del comité ministerial.
Citado por la agencia de prensa nigeriana NAN, el presidente del comité ministerial dijo que solo Togo, entre los países de la CEDEAO, cumpliría los requisitos o criterios principales para la adopción de una moneda única. Estos criterios incluyen la convergencia, el régimen cambiario flexible, la lucha contra la inseguridad y la colaboración interestatal.
El franco CFA desaparecerá de África occidental. El presidente de Costa de Marfil, Alassane Ouattara, lo anunció el 21 de diciembre de 2019, "mediante un acuerdo con los otros jefes de estado de la UEMOA, decidimos reformar el franco CFA". Los ocho países que usan el franco CFA adoptarán una nueva moneda que se llamará eco. Este eco de ocho países, por lo tanto, se convertirá en el núcleo duro de la futura moneda de la CEDEAO.
Los vínculos técnicos con Francia se han reducido en gran medida, es decir, París ya no gestionará conjuntamente la moneda de estos ocho países. Francia ya no centralizará las reservas de divisas y desaparece la obligación de pagar el 50% de estas reservas a la famosa cuenta operativa del Tesoro francés. Además, Francia se retira de los órganos de gestión del CFA. Hasta ahora, París ha tenido un representante en el BCEAO, el Banco Central de los Estados de África Occidental, otro en la comisión bancaria y otro en el consejo de política monetaria. Sin embargo, es el Banco de Francia el que seguirá garantizando la convertibilidad entre el Eco y el Euro con el que mantendrá una paridad fija.
El 22 de diciembre de 2019, el director Gerente del Fondo Monetario Internacional (FMI) acogió con beneplácito la importante reforma del franco CFA decidida por ocho países de África occidental y Francia. Para Kristalina Georgieva, estos cambios "constituyen un paso esencial en la modernización de los acuerdos de larga data entre la Unión Económica y Monetaria de África Occidental y Francia".
El 28 de diciembre de 2019, el presidente de Guinea Ecuatorial, Teodoro Obiang Nguema, visitó Abiyán en Costa de Marfil.
Durante el punto de prensa después de esta reunión entre los dos jefes de Estado, Alassane Ouattara y Teodoro Obiang Nguema, los dos jefes de Estado también discutieron la reforma del franco CFA en el área de la UEMOA.
El presidente ecuatoguineano quisiera ver la misma reforma en la zona de Cemac y juzga que el franco CFA es "obsoleto".
En enero de 2020, según varios artículos que citan a los medios locales, Nigeria requeriría cinco "términos no negociables" antes de unirse a la moneda única. Algunos mencionan particularmente los depósitos en el Tesoro francés de parte de las reservas de divisas de la futura moneda común. En este punto, el final de esta garantía ya se menciona en la reforma propuesta el 21 de diciembre. Según la prensa nigeriana, Abuya también requeriría la gestión del eco por parte de la propia CEDEAO, sin olvidar su impresión en África y no en Francia.
Sierra Leona anunció el 9 de enero de 2020 que anunciará su decisión sobre la futura moneda única muy pronto. El Banco de Sierra Leona (BSL) anunció ese día que el país continuará con el leone como moneda de curso legal hasta la reunión de la Junta de Gobernadores de la CEDEAO programada para el 16 de enero de 2020.
El 14 de enero de 2020, los bancos centrales de la subregión de la CEDEAO comenzaron una asamblea general extraordinaria para deliberar sobre cuestiones relacionadas con la introducción de la moneda única.
El 16 de enero de 2020, Nigeria y varios países de África occidental, especialmente los de habla inglesa, denunciaron en Abuya la decisión de reemplazar el franco CFA por el Eco, diciendo que "no estaba en conformidad" con el programa recientemente adoptado por toda la región para establecer una moneda única.
En todos los casos, los seis países de la Zona Monetaria del África Occidental "observaron con preocupación la declaración que busca cambiar el nombre unilateral del franco CFA a Eco para 2020", según un comunicado de prensa emitido después de Esta reunión extraordinaria entre los distintos ministros de finanzas y los gobernadores de los bancos centrales. La Zona Monetaria de África Occidental está formada por Nigeria, Ghana, Liberia, Sierra Leona, Gambia y Guinea Conakry. Estos países consideran que "esta acción no está de acuerdo con las decisiones" de la Comunidad Económica de los Estados de África Occidental (CEDEAO) con el fin de "adoptar eco como el nombre de la moneda única" de toda la región.
"Reiteran la importancia de que todos los miembros de la CEDEAO se adhieran a las decisiones de la autoridad de los Jefes de Estado y de Gobierno de la CEDEAO con respecto a la implementación de la hoja de ruta revisada para el programa de moneda única". Una cumbre que reúne a los jefes de Estado de la Zona Monetaria de África Occidental está prevista "pronto" para decidir sobre la conducta que vendrá, especifica el comunicado final.
Su declaración del 16 de enero también sacó a la luz la batalla por el liderazgo entre Costa de Marfil y Nigeria.
El 31 de enero de 2020, el presidente de Costa de Marfil, Alassane Ouattara, aclaró el presunto rechazo del eco por parte de los países de la Zona Monetaria de África Occidental. "Esto es pura intoxicación y solo hay cinco países que terminaron en Abuja de los quince de la Comunidad Económica de los Estados de África Occidental (CEDEAO)".
"La mayoría de los países no asistieron a esta reunión. No fue una reunión de jefes de estado, sino de ministros y gobernadores ", dijo Ouattara. "Lo que decidimos a nivel de jefes de estado, nuestro deseo es traer el eco en 2020", sobre la base, insiste, de "condiciones"
La primera condición es cumplir con los 5 criterios de desempeño: déficit de menos del 3%, deuda de menos del 70%, baja inflación, etc. (...). Por el momento, solo hay cuatro o cinco países, incluida Costa de Marfil, que cumplen con estos criterios ", continuó, y subrayó que el proceso debe ser" gradual ". "Cinco, ocho, diez países [que cumplan los criterios] pueden unirse", dijo, y agregó que otros podrían unirse a ellos como la zona euro comenzó a las once y que incluye diecinuve países hoy.
“Queremos hacerlo por etapas. No queremos apresurarnos, pero tampoco queremos países que no cumplan con los criterios de convergencia para sacudir el proceso", concluyó.
Sobre este punto específico, el ministro Onyeama anunció que "Nada ha cambiado con respecto a la posición de Nigeria". Explicó que, según Nigeria, la mayoría de los países no cumplen los criterios de convergencia y que, por lo tanto, es necesario extender el plazo para el lanzamiento de la moneda única de la CEDEAO.
En febrero de 2020, tuvo lugar una cumbre extraordinaria de la Comunidad Económica de los Estados de África Occidental (CEDEAO). Sobre la moneda única, el comunicado final que sancionó esta reunión menciona que la Conferencia de Jefes de Estado y de Gobierno de la organización subregional está satisfecha con los importantes acontecimientos iniciados por la Unión Económica y Monetaria del África Occidental (UEMOA) en la creación de la moneda única.
En marzo de 2020, el presidente en ejercicio de la Comunidad Económica de los Estados de África Occidental (CEDEAO), Nigerien Mahamadou Issoufou, pidió a los diputados de la quinta legislatura del parlamento subregional que alienten a sus diferentes países a adoptar políticas macroeconómicas que permitieran alcanzar los criterios de convergencia para la adopción del eco.
El 20 de mayo de 2020,se produjo la adopción de un proyecto de ley que confirma esta moneda común por el Consejo de Ministros francés. El Banco Central de los Estados de África Occidental (BCEAO) ya no estará obligado a depositar la mitad de sus reservas de divisas en el Tesoro francés.
En la reunión del 23 de junio de jefes de Estado de la Zona Monetaria de África Occidental, el presidente Muhammadu Buhari de Nigeria expresó su profunda desaprobación por la creación del eco, como sucesor del franco CFA de 1 de julio, y abogó por posponer los plazos. Posiciones cercanas a las expresadas también en el lado de Guinea Conakry.
En diciembre de 2020, los diputados franceses piden la abolición del franco CFA en África. Los diputados también denuncian que el franco CFA sirve como moneda colonial.
En mayo de 2021, Francia inició el proceso de transferencia de 5.000 millones de euros a las cuentas del Banco Central de los Estados de África Occidental (BCEAO). La decisión de París se enmarca en la reforma del Franco CFA, llamado a convertirse en eco.
En junio de 2021, los Jefes de Estado de la Comunidad Económica de los Estados de África Occidental (CEDEAO) adoptaron una hoja de ruta para el lanzamiento de la moneda común “Eco” en 2027, anuncia el comunicado de prensa final del 59.º período ordinario de sesiones de la Asamblea de Jefes de Estado y Gobierno de la CEDEAO.
En julio de 2021, la Asamblea Nacional de Costa de Marfil adoptó el acuerdo de cooperación con Francia para la implementación del eco. Pero las disposiciones de esta moneda que supuestamente reemplazaría al franco CFA continúan debatiéndose. En particular sobre su paridad fija con el euro garantizada por Francia.
En septiembre de 2023, la Comunidad Económica de los Estados de África Occidental (CEDEAO) reiteró su compromiso de lanzar la moneda común para 2027. La Comisión de la CEDEAO dice que hará todo lo posible para garantizar que los procesos y programas descritos en la hoja de ruta para el lanzamiento de la moneda común sigan su curso y el calendario previsto. La comisión será responsable de acelerar el establecimiento del Banco Central de África Occidental y otros órganos pertinentes necesarios para el éxito de la integración monetaria en la subregión.
En diciembre de 2024, la CEDEAO adoptó los criterios para seleccionar a los Estados miembros candidatos para el lanzamiento del eco. La CEDEAO también encargó a su Comisión que, en colaboración con la Agencia Monetaria de África Occidental (AMO), integrara estos criterios en el Protocolo sobre la Unión Monetaria. También se aprobaron las propuestas del Comité para financiar las reformas necesarias para la puesta en marcha del eco.
El 3 de marzo de 2025, la Comisión de la CEDEAO reunió a los Ministros de Finanzas y Gobernadores de los Bancos Centrales de los Estados miembros para la 11ª reunión del Consejo de Convergencia cuyo principal objetivo fue evaluar el progreso de la hoja de ruta para el lanzamiento de la moneda única regional.